# コトクリ
『コトクリ』は、原作:あがりえ侑市、漫画:佐倉ケンイチによる日本の漫画作品。単行本3巻に、読みきり作品の「ファーブル探偵記」（原作:宮崎克、漫画:佐倉ケンイチ）を収録。

## 登場人物
はとうカラシ
主人公。劇団「レチクル座」団員。
はとうカリン
カラシの双子の妹。優秀な劇団「レチクル座」B級スタァ。
井原青園
劇団「レチクル座」団長。
甘味ヨウカン
言繰師。言繰りの「黒文字」を操る。
炎備射
改人。仮面をとりかえることにより、様々な能力を出せる。
はとうワサビ
カラシの父。当代一の俳優であった。十界によって殺害されたとおもわれたが、「まがいだま」にされていた。
はとうアンズ
カラシの母。当代一の女優であった。十界によって殺害された。
音無ヒート
専属音楽家。その正体は、「十界」のリーダー・囃緋糸。
発条うず
医術師。その正体は、「十界」のリーダー・囃緋糸の側近。
兵頭ナイト
A級特務官。長官の息子でもある。
月餅

ライジ

キョタ

キラー★アイ
B級改人。
五月雨いちょう鹿の子
スタイル抜群の美人女忍者。元泥棒。ダメダメな天然娘。カラシのことをお父様と呼んでいる。

## 単行本
- あがりえ侑市・佐倉ケンイチ 『コトクリ』集英社〈ジャンプ・コミックス〉、全3巻
  1. 2006年7月9日発行 ISBN 4-08-874135-8
  2. 2006年10月9日発行 ISBN 4-08-874271-0
  3. 2007年1月9日発行 ISBN 978-4-08-874309-7